# 니메겐 협약
네덜란드의 니메겐 협약(alt. 스펠링: 나이메겐 또는 니임웨겐)은 1573년에 잉글랜드와 스페인 사이에서 체결된 조약이다. 이 조약은 잉글랜드 정부가 드레이크와 호킨스와 같은 잉글랜드 사립 해적들에 의한 서인도 제도와 카리브해에서의 스페인 배의 습격을 지원하지 않을 것을 약속했다.
이는 1678년과 1679년에 체결된 니메겐 조약(Treaties of Nijmegen)과 혼동해서는 안된다. 니메겐 조약은 프랑스와 네덜란드 공화국 및 기타 국가 간의 전쟁을 종결시키는 조약이다.

## 1568년의 보물 위기
분쟁의 근원은 1568년 11월에 엘리자베스 여왕이 영국 항구에서 스페인 선박으로부터 금을 압수한 것에서 시작되었다. 영국 해협에서 해적에게 추격당한 금과 은이 약 40만 플로린 (85,000 파운드) 가치로 플리머스와 사우샘프턴 항구에 피난을 요청했다. 윌리엄 세실을 포함한 영국 정부가 이를 허용했다.
처음에 이 돈은 네덜란드로 가려고 했던 스페인 군인들에 대한 지불로 예정되어 있었지만, 엘리자베스 여왕은 이 금이 사실상 이탈리아 은행들이 스페인 왕관에 대해 빌린 대출임을 알게 되었다. 그녀는 이 자금을 압수하고 이탈리아 은행들로부터 영국에 대한 대출로 취급하기로 결정했다. 은행들은 망설임을 보였지만 결국 그녀의 조건에 동의하고, 엘리자베스는 돈을 가지게 되었다.
스페인은 이에 대응하여 네덜란드와 스페인의 영국 소유 재산을 압수하였고, 영국은 스페인 선박과 재산을 압수하여 보복했다. 스페인은 더 나아가 영국 수입품을 네덜란드로 5년 동안 수입하지 못하도록 대적재를 시행했다. 이 신랄한 외교적 대립은 수년 동안 계속되었지만, 양측 모두 전쟁을 원하지는 않았다.
이후 자금의 결여는 지불되지 않은 스페인 군대에 의한 반란을 일으키게 되었다. 이로 인해 낮은 지역에서는 1576년 안트베르프가 약탈되는 스페인의 분노라고 알려진 사건이 발생했다. 이후의 뉘메현 협약의 일환으로 엘리자베스는 압수한 이 금을 제노바 은행에 반환하였다.
이 조약은 스페인과 잉글랜드 간의 외교 및 상업 관계의 재개를 위한 조항을 제시했다. 두 나라에게 심각한 피해를 입혔기 때문에 무역은 중단되었지만, 이를 재개하지 않을 수는 없었다. 이 조약은 모든 상인들이 손실에 대한 보상을 받을 것이며, 양쪽 모두 반란군이나 사구들을 보호하지 않을 것이라는 원칙에 기반을 두었다. 또한 알바 공작은 스트레스를 줄이기 위해 네덜란드를 떠나야 할 것이었다.
이 규정은 1574년 8월 브리스톨 협약에서 공식화되었다.
Nymegen 조약은 Elizabeth I 와 스페인 사령관 Alva 공작의 대표가 서명했다.

## 동기 부여
적절한 외교 정책을 선호한 엘리자베스에게 중립이 가장 좋은 정책으로 여겨졌다. 스페인의 군사적 힘이 성장하고 프랑스가 자체 내전에 휘말리면서 남아 있는 네덜란드 반란군을 지원하는 것은 별다른 의미가 없어 보였다.

## 브리스톨 협약
영국과 스페인은 8월 21일에 "브리스톨 조약" 또는 "브리스톨 협약"을 체결했다. 영국은 스페인에게 9만 파운드의 청구액이 있음을 인정하였고, 이에 대한 영국의 청구액은 7만 파운드였다. 영국은 이 차이인 2만 파운드를 스페인에게 지불했다. 이 조약은 1568년의 보물 위기로 인해 악화된 양국 관계를 일시적으로 되돌릴 수 있게 해주었으며, 상대적으로 친근하고 안정적인 6년 간의 관계를 가져왔다.

## 결과
영국과 스페인 간의 무역이 재개되고 양국 간의 관계가 개선되었다. 엘리자베스 여왕은 자문자들인 월싱엄과 레스터의 압력에도 불구하고 네덜란드의 윌리엄 오브 오렌지에게 공개적인 도움을 제공하는 것을 거부했다. 그러나 그는 영국에서 프로테스턴트 자원봉사자들이 그의 일에 참여할 때는 개입하지 않았다.

## 참조
1. ↑  Wallace T. MacCaffrey, The Shaping of the Elizabethan Regime (1968) pp. 271–90.
2. ↑  John Wagner, ed. Historical Dictionary of the Elizabethan World: Britain, Ireland, Europe and America (1999) pp. 307–8.
3. ↑  Wagner, ed. Historical Dictionary of the Elizabethan World: Britain, Ireland, Europe and America (1999) p. 39.

## 추가 자료
- Doran, Susan (2000). 《Elizabeth I and Foreign Policy 1558-1603》. Routledge. 33쪽. ISBN 0-415-15355-7.
- Hardwick, Solomon (1998). 《Elizabeth I and Foreign Policy 1558-1603》. Routledge. 69쪽.
- MacCaffrey, Wallace T. The Shaping of the Elizabethan Regime (1968) pp 271–90.